# Aigües grises

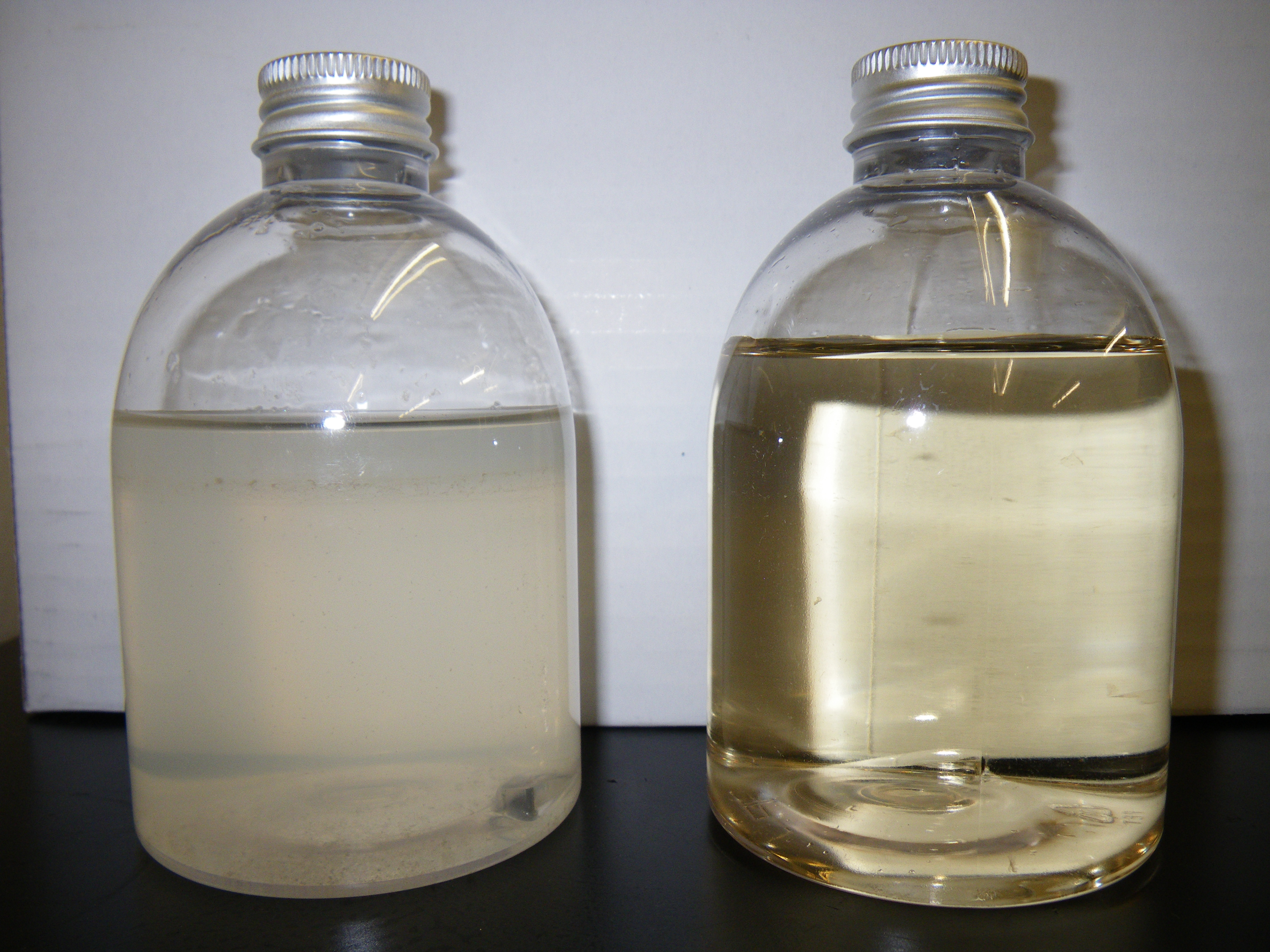
Esquerra: una ampolla d'aigües grises d'un edifici d'oficines abans del tractament. A la dreta: aigües grises després del tractament del bioreactor de membrana

Les aigües grises o utilitzades provenen de l'ús domèstic, així com la neteja d'utensilis i de roba així com el bany de les persones. Es poden reutilitzar directament en el vàter, per estalviar aigua.
Es distingeixen de les cloacals contaminades amb deixalles del vàter, anomenades aigües negres, perquè no contenen bacteris Escherichia coli. Les grises són de vital importància, perquè poden ser de molta utilitat en el camp del regadiu ecològic.
Generalment es descomponen més de pressa que les altres i tenen molt menys nitrogen i fòsfor. Però, les barreges contenen algun percentatge d'aigües negres, incloent patogens de diverses classes.
Els pioners en la depuració van ser els israelians, que porten 15 anys investigant sistemes de reaprofitament. No obstant això, quan no són tractades no poden utilitzar-se per a la descàrrega de l'excusat, ja que generen males olors i taques si es deixen més d'un dia.

## Definició
Les aigües grises deuen el seu nom al seu aspecte tèrbol i la seva condició d'estar entre l'aigua dolça i potable (conegut com a aigües blanques) i aigües residuals (aigües negres). En un context familiar, les aigües grises són les aigües sobrants de banys, regadores, lavabos i rentadores solament. Algunes definicions de les aigües grises inclouen l'aigua de la pica de la cuina. Qualsevol aigua que contingui deixalles humanes es consideren aigües negres.

## Eliminació d'aigües grises
Les aigües residuals domèstiques se solen combinar en el clavegueram, per la qual cosa les aigües negres i grises s'eliminen mitjançant un sistema de clavegueram compartit en un procés anomenat desguassos cloacals.
Les aigües residuals poden llavors tractar-se per limitar la contaminació i riscos per a la salut, abans de ser retornades al medi ambient en general. La majoria de les aigües grises acaba com efluent en llacunes, rius i oceans.
Hi ha altres alternatives a l'eliminació de les aigües grises que permeten un ús eficient i consisteix a usar-la per regar les plantes i parcs. Les plantes utilitzen els contaminants de les aigües grises, així com a partícules de menjar o el fosfat dels detergents, com a nutrients en el seu creixement. No obstant això, els residus de sal i sabó poden ser tòxics per a la vida microbiana i planta per igual, però pot ser absorbida i degradada a través d'aiguamolls construïts i plantes aquàtiques així com junces, joncs i gramínies.

## Reciclatge

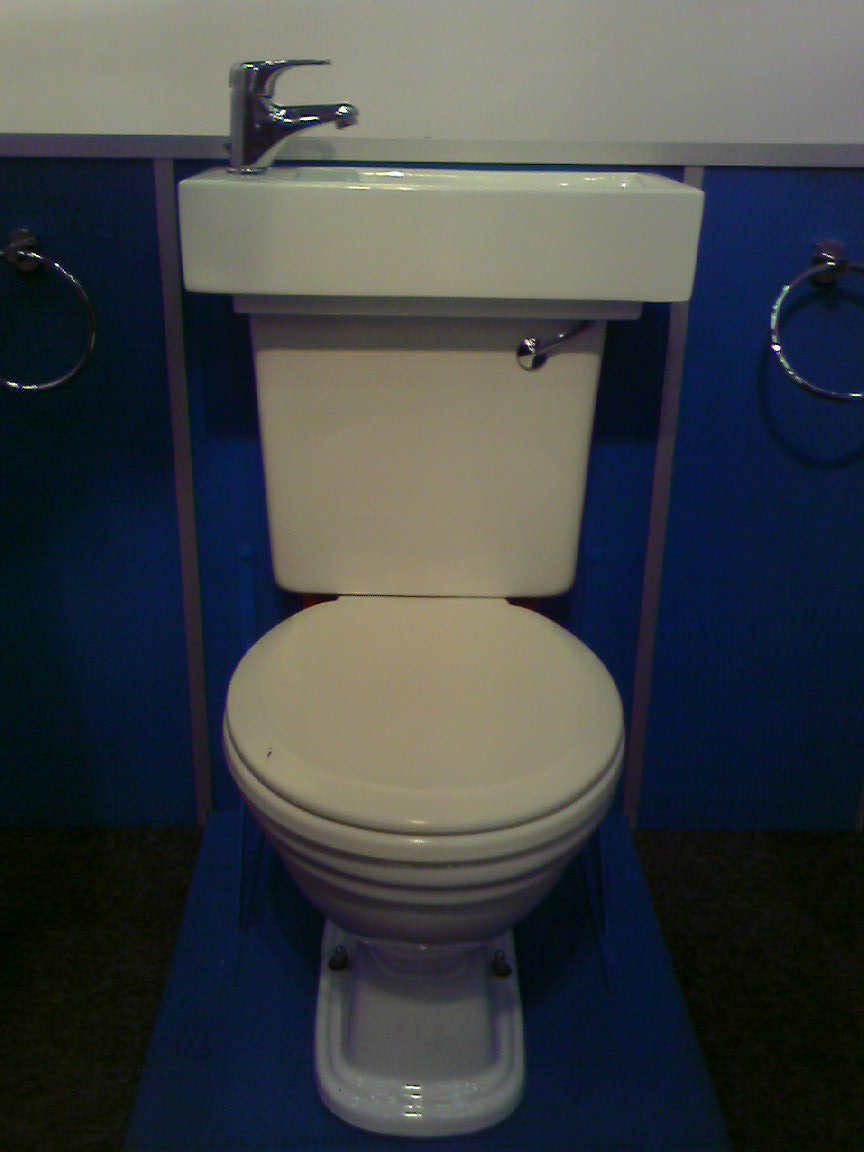
La cisterna d'aquest vàter s'omple amb les aigües grises del lavabo per sobre d'ella.

La majoria de les aigües grises són més fàcils de tractar i reciclar que les aigües negres a causa dels baixos nivells de contaminants. Si es recullen mitjançant un sistema de canonades separades les aigües grises domèstiques poden ser reciclades directament dins de la casa, el jardí o l'empresa i s'utilitza immediatament o processaments i emmagatzemats. Si s'emmagatzema, s'ha d'utilitzar dins d'un temps molt curt o començarà a podrir-se a causa dels sòlids orgànics en l'aigua. El reciclat d'aigües grises d'aquest tipus mai és apta per al consum humà, però una sèrie d'etapes de la filtració i digestió microbiana es pot utilitzar per proporcionar aigua per la neteja o vàters. Algunes de les aigües grises poden aplicar-se directament des de l'aigüera per al jardí o camp de contenidor, rebre un tractament addicional d'arrels de plantes. Tenint en compte que les aigües grises poden contenir nutrients, patògens, és molt important per emmagatzemar-la abans del seu ús en el reg, tret que siguin tractats amb anterioritat.

### Sistemes
En l'actualitat existeixen diversos sistemes de reciclatge d'aigua que poden ser usats per:
- Reciclar l'aigua sense purificar
- Reciclar l'aigua amb purificació o descontaminació.

#### Sistemes de reciclatge d'aigua sense purificació
El reciclatge d'aigua sense purificar s'utilitza en algunes empreses agrícoles (per exemple, els vivers d'arbres) i habitatges per a aplicacions on l'aigua potable no és necessària (per exemple jardí i reg de la terra, vàter). També es poden usar en habitatges quan les aigües grises (per exemple, a partir d'aigua de pluja) està bastant neta des de l'inici i/o no ha estat contaminada amb productes químics no degradables així com a sabons no naturals.
No es recomana l'ús d'aigua que ha estat en el sistema de filtració d'aigües grises durant més de 24 hores, ja que podria generar-se una eclosió de bacteris en l'aigua acumulada.

#### Sistemes de reciclatge de l'aigua amb purificació
Poden filtrar-se les aigües grises tractades per convertir-les en aigua neta però no potable. Existeixen nombrosos sistemes basats en processos suaus. Aquests inclouen biofiltres, així com:
- Sistemes mecànics (filtració de sorra, sistemes de filtre de lava i els sistemes basats en UV radiació ultraviolada)
- Els sistemes biològics (sistemes de planta com a tractaments mitjançant estanys, aiguamolls artificials, bio-murs) i bio-reactors o sistemes compactes com sistemes de llots activats, biorotors, aeròbica i biofiltres anaeròbics, filtres submergits airejats, biorolls.[2]

Finalment, processos directes o "durs", així com la destil·lació (evaporació) o processos mecànics com a tecnologia de filtració de membrana, (típicament ultrafiltració i osmosi inversa, les quals són capaces de tractar grans volums d'aigües grises per crear aigua potable, o prop de la potabilitat. Fins avui no hi ha al mercat dispositius "durs" per recuperar aigües grises adequats per al seu ús en l'àmbit familiar, malgrat si existeix la tecnologia.
Amb la finalitat de purificar l'aigua potable adequada, diversos d'aquests sistemes es combinen generalment per treballar en conjunt. La combinació dels sistemes es realitza en dues o tres etapes, utilitzant una purificació primària i una purificació secundària. De vegades, s'afegeix una purificació terciària.
Alguns sistemes municipals de clavegueram poden reciclar una certa quantitat d'aigües negres i grises amb un alt nivell de tractament, sempre per al reg i altres usos. En aquest cas es denomina aigua regenerada.

## Aplicació d'aigües grises reciclades

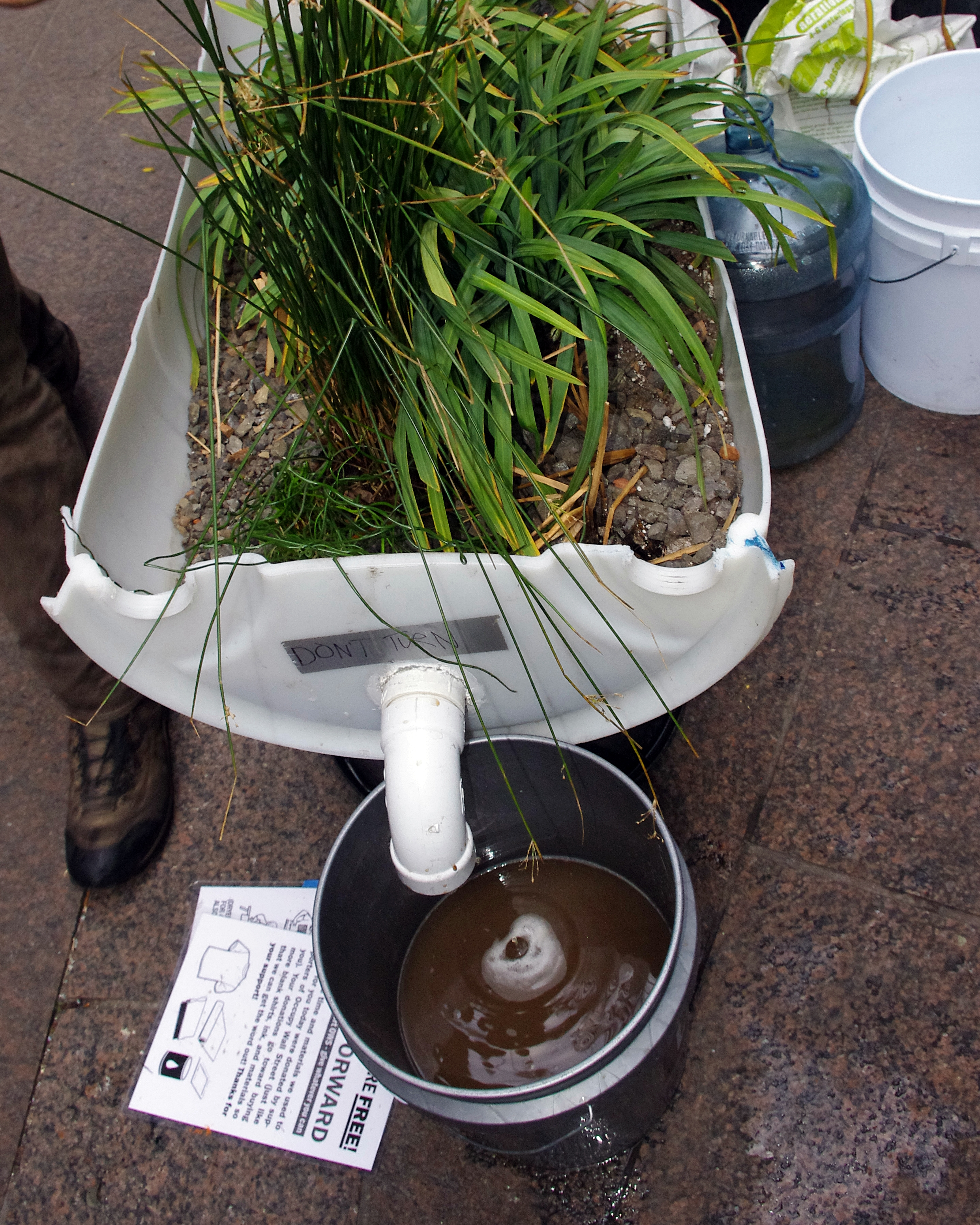
Tractament d'aigües grises per degoteig.

### Reg
Les aigües grises normalment es descomponen més ràpid que les aigües negres i tendeixen a contenir menors nivells de nitrogen i fòsfor. No obstant això, ha de suposar-se que totes les aigües grises poden contenir part d'aigües negres, inclosos els diversos tipus d'agents patògens que són freqüents. Les aigües grises s'han d'aplicar per sota de la superfície, en la mesura que sigui possible (per exemple, a través d'una línia de degoteig en la part superior del sòl, sota mantell, o en farciments de mantell-trinxeres) i mai han de polvoritzar-se. Això a causa del risc de la seva inhalació de l'aigua com un aerosol.
Encara no hi ha referències a investigacions a llarg termini sobre l'ús d'aigües grises en el sòl i els potencials efectes negatius sobre la productivitat del sòl.
En qualsevol sistema d'aigües grises, és essencial no posar res tòxic en el desguàs, evitant blanquejadors, sortidors de bany, colorants artificials, productes de neteja i altres productes que poguessin contenir bor (que és tòxic per a les plantes en nivells alts).
És fonamental utilitzar productes naturals com a sabons biodegradables els ingredients dels quals no danyen les plantes. Els detergents en pols i alguns detergents líquids, són a força de sodi, que pot inhibir la germinació de llavors i destruir l'estructura dels sòls mitjançant la dispersió d'argila.

### Reutilització en edificis
El reciclat d'aigües grises de les dutxes i les banyeres es pot utilitzar per a vàters en les jurisdiccions europees i australianes i en les jurisdiccions dels Estats que han adoptat el Codi d'Internacional de Llauneria Arxivat 2011-02-15 a Wayback Machine..
Aquest sistema podria proporcionar una reducció benvolguda del 30% en l'ús de l'aigua per família de mitjana. El perill de contaminació biològica s'evita mitjançant l'ús de:
- La neteja de tancs, per eliminar els elements flotants i d'enfonsament
- Un mecanisme de control intel·ligent que elimina la recollida d'aigua si ha estat emmagatzemat prou com per ser perillós, la qual cosa evita per complet els problemes de filtració i tractament químic

El Codi Uniforme de Llauneria, adoptat en algunes jurisdiccions dels Estats Units, prohibeix l'ús d'aigües grises en interiors.

### Condicions de vida extremes
L'ús d'aigües grises promou la capacitat de construir en àrees no aptes per al tractament convencional, o quan el tractament convencional és costós. El Mars Desert Research Station utilitza el reciclatge d'aigües grises, i podria ser utilitzat en els viatges a Mart o a l'espai per reduir el consum d'aigua i augmentar la generació d'oxigen.

### Recuperació de calor
En l'actualitat hi ha aparells i dispositius que tenen la capacitat de recuperar la calor de les aigües grises en l'àmbit residencial i industrial, a través d'un procés conegut com a recuperació hot drainwater, o també recuperació de calor en aigües grises calor o reciclatge de calor en aigües calentes.
En lloc de fluir directament en un dispositiu d'escalfament d'aigua, l'aigua freda entrant flueix primer a través d'un bescanviador de calor on és pre-escalfat per la calor de les aigües grises que surt d'aquestes activitats com rentar plats o dutxar-se. Els accessoris típics de la llar que reben les aigües grises de la dutxa pot recuperar fins al 60 de la calor que d'una altra manera no s'aprofitaria.

## Ecologia
Atès que l'ús d'aigües grises, sobretot a nivell nacional als Estats Units, redueix la demanda de subministrament d'aigua convencionals i la pressió sobre els sistemes de tractament d'aigües residuals, el seu ús és molt beneficiós per a les vies fluvials locals. En temps de sequera, especialment a les zones urbanes, l'ús d'aigües grises en els jardins o els sistemes sanitaris contribueix a aconseguir alguns dels objectius del desenvolupament ecològicament sostenible.

### Beneficis
Els possibles beneficis ecològics del reciclatge d'aigües grises inclouen:
- Baixa extracció d'aigua dolça dels rius i aqüífers
- Menor impacte de tancs i càmeres sèptiques i menor inversió en plantes de tractament urbanes.
- Terra vegetal nitrificat
- Reducció de l'ús d'energia i la contaminació química de tractament
- Augment del creixement de les plantes
- Recuperació de nutrients
- Una major qualitat de superfície i aigua subterrània quan es conserva per la depuració natural en les capes superiors del sòl generades pels processos de tractament d'aigua[3]

En el Sud-oest dels Estats Units i l'Orient Mitjà on els subministraments d'aigua disponibles són limitats, especialment en vista d'una població en ràpid creixement, existeix un fort imperatiu per a l'adopció de tecnologies alternatives per tendir a un ús racional de l'aigua.